# ياكيسوبا
ياكيسوبا (باليابانية: 焼きそば) عبارة عن طبق من المعكرونة اليابانية والتي تصنع من الطحين على الطريقة الصينية وتشوى وتتبل. بالرغم من أن كلمة «سوبا» في الاحوال العادية تعني الحنطة السوداء، فإنها هنا تعني المعكرونة لأنها في الحقيقة ليست مصنوعة من الحنطة السوداء.
الياكيسوبا تعد باستخدام طرق مختلفة من التتبيل حسب المنطقة.

## المحتويات التقليدية
الكرنب، براعم الحبوب، الجزر، واللحم البقري أو الدجاج.

## اقرأ أيضا
- شاو مين
- فوريكاكي
- شابو شابو